# Capacete M1C

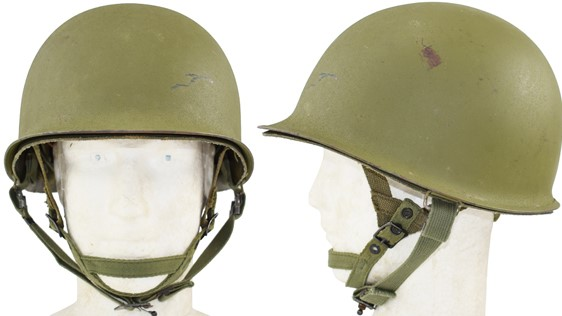
Capacete M1C

O capacete M1C era uma variante do capacete M1, o popular e icônico capacete do Exército dos EUA. Desenvolvido na Segunda Guerra Mundial para substituir o capacete M2 anterior, não foi disponibilizado até ser distribuído aos pára-quedistas em janeiro de 1945. Era diferente do M2 de várias maneiras, principalmente em suas alças (dobradiças da jugular). O M2 tinha alças em "D" fixos e soldados por pontos, assim chamados por sua forma, semelhantes aos primeiros capacetes M1. Verificou-se que, quando sentados em cima ou derrubados no chão, essas alças se quebravam. A solução foi a implementação da alça giratória, que podia se movimentar e, portanto, era menos suscetível a quebras.
Como o M2, suas diferenças mais visíveis em relação ao capacete M1 de infantaria padrão era o capacete de fibra. O capacete de fibra do M1C, como a maioria dos modelos de fibra pára-quedistas, tinha um conjunto de "A-yokes", ou seja, tiras fixadas na lateral do modelo de fibra para permitir o uso de uma jugular de quatro pontos com copo queixo de couro para dar suporte à cabeça e pescoço e evitar movimentos adversos durante os saltos. Ele usava uma conexão do tipo alça de cinto simples, conquanto forte e confiável para prender a jugular aos a-yokes, que podiam ser abertos ou fechados de ambos os lados e, portanto, parcialmente removidos sem ferramentas. Este sistema de retenção não era significativamente diferente do M2, e a jugular de infantaria normal ainda podia ser presa ao casco do capacete, se desejado. Muitas vezes, no entanto, esses revestimentos modificados não podiam ser fabricados a tempo para os saltos, então eram modificados pelos próprios soldados.
Outra diferença do M1C foram as jugulares (isso foi visto no M2). As jugulares encontradas no M2 e no M1C tinham um botão de pressão na extremidade para serem presas ao capacete de fibra.
Apesar das inúmeras diferenças entre o M1C e o capacete M1 padrão, o casco do M1C é praticamente idêntico aos capacetes de infantaria com alças giratórias padrão, dificultando a identificação concreta de um capacete como M1C. Há um argumento a ser feito de que a parte importante de um M1C é na verdade apenas um capacete de fibra com a jugular de quatro pontos que pode ser encaixada em qualquer capacete M1.
O M1C continuaria em serviço nos EUA após a Segunda Guerra Mundial, com uma nova jugular de tecido dividido introduzida entre a Guerra da Coréia e a Guerra do Vietnã, não muito diferente daquela vista no capacete PASGT posterior, mas mantendo a conexão de jugular no estilo de presilha de cinto. O M1C permaneceria em serviço até a adoção do PASGT, embora o M1C permanecesse uma visão bastante incomum após a Guerra da Coréia. Eles aparecem em várias unidades não-aerotransportadas em fotografias do Vietnã, no entanto, sugerindo que, fora das unidades com classificação de salto, eles foram tratados como qualquer outro M1 e que talvez fossem mais comuns do que alguns pensavam.